# Ore no imōto ga konna ni kawaii wake ga nai
Ore no imōto ga konna ni kawaii wake ga nai (俺の妹がこんなに可愛いわけがない, litt. « Ma petite sœur ne peut pas être aussi mignonne ») aussi connu sous le nom Oreimo (俺妹) est une série de light novels japonais écrite par Tsukasa Fushimi et illustrée par Hiro Kanzaki.
Elle a été publiée depuis 2008 par l'éditeur ASCII Media Works et comporte quatorze tomes. Une adaptation en manga illustrée par Sakura Ikeda a aussi été publié dans le Dengeki G's Magazine du même éditeur entre 2009 et 2011.
Cette série a également été adaptée en série télévisée d'animation composée de deux saisons de douze et de treize épisodes respectivement, ainsi que de trois ONA qui concluent la série. La version originale sous-titrée en français est diffusée et distribuée dans les pays francophones par Wakanim.

## Synopsis
Kyosuke Kosaka, un étudiant normal de 17 ans vivant à Chiba, ne s'entend pas avec sa sœur cadette Kirino depuis des années. Pour plus longtemps qu'il se souvienne, Kirino a ignoré ses allées et venues et le regardait avec des yeux méprisants. Il semblait que la relation entre Kyosuke et sa sœur, qui a maintenant quatorze ans, continuera ainsi pour toujours. Cependant, un jour, Kyosuke trouve un boîtier de DVD d'un anime de magical girl qui était tombé dans l'entrée de sa maison. À sa grande surprise, il trouve un eroge caché dans le boîtier, et apprend bientôt qu'à la fois le DVD et le jeu appartiennent à Kirino. Cette nuit-là, Kirino amène Kyosuke dans sa chambre et se révèle être une otaku avec une vaste collection d'anime moe et d'eroge basé sur le thème de "sœur cadette", qu'elle collectionne en secret. Son frère devient vite le confident de Kirino pour son hobby secret. La série suit alors les efforts de Kyosuke pour aider sa sœur à concilier sa vie personnelle avec ses hobbies secrets, tout en rétablissant leur relation brisée et accepter leurs véritables sentiments l'un pour l'autre.

## Personnages
Kyosuke Kosaka (高坂 京介, Kōsaka Kyōsuke)
Personnage principal de l'histoire, Kyosuke est plutôt du genre indécis. D'une relation distante avec sa sœur Kirino au début de l'intrigue, il va lentement recoller les morceaux.
Kirino Kosaka (高坂 桐乃, Kōsaka Kirino)
Héroïne de l'histoire, et derrière ses apparences de mannequin en herbe, elle s'avère être une vraie otaku. Elle a un penchant pour les anime pour enfant, comme Meruru. Son secret découvert par son frère, elle lui demandera des « conseils de vie » afin de mieux allier ses deux passions.
Ayase Aragaki (新垣 あやせ, Aragaki Ayase)
Meilleure amie de Kirino, et travaillant souvent avec Kirino dans le mannequinat, elle déteste la culture manga et les mensonges.
Manami Tamura (田村 麻奈実, Tamura Manami)
Amie d'enfance de Kyosuke, elle est amoureuse de ce dernier, même s'il ne s'en rend pas compte. Elle porte des lunettes et soutiendra Kyosuke dans (presque) n'importe quelle situation.
Saori Makishima (槇島 沙織, Makishima Saori) / Saori Bajeena (沙織・バジーナ, Saori Bajīna)
Première amie otaku de Kirino, elle est la présidente de l'association d'otaku que Kirino approche. D'une famille riche, elle doit se cacher derrière ses lunettes pour pouvoir assouvir sa passion.
Ruri Gokō (五更 瑠璃, Gokō Ruri) / Kuroneko (黒猫, lit. Chat noir)
Amie de Kirino, mais qui va également se rapprocher de Kyosuke, elle aime le fantasy, contrairement à Kirino, ce qui conduira à des discussions enflammées. Elle porte la plupart du temps de longs vêtements sombres, montrant son côté gothique-lolita.
Kanako Kurusu (来栖 加奈子, Kurusu Kanako)
Daisuke Kosaka (高坂 大介, Kōsaka Daisuke)
Policier, et père de Kyosuke et Kirino. Il croit que les animes et les mangas sont une grande perte de temps, donc il ne réagit pas positivement lorsqu'il découvre que sa fille est une otaku.
Yoshino Kosaka (高坂 佳乃, Kōsaka Yoshino)
Iwao Tamura (田村 いわお, Tamura Iwao)
Kōhei Akagi (赤城 浩平, Akagi Kōhei)
Gennosuke Miura (三浦 絃之介, Miura Gennosuke)
Sena Akagi (赤城 瀬菜, Akagi Sena)
Kaede Makabe (真壁 楓, Makabe Kaede)
Iori Fate Setsuna (伊織・フェイト・刹那, Iori Feito Setsuna)
Misaki Fujima (藤真 美咲, Fujima Misaki)
Kōki Mikagami (御鏡 光輝, Mikagami Kōki)
Hinata Gokō (五更 日向, Gokō Hinata)
Tamaki Gokō (五更 珠希, Gokō Tamaki)
Bridget Evans (ブリジット・エヴァンス, Burijitto Evuansu)
Ria Hagry (リア・ハグリィ, Ria Haguryi)
Kaori Makishima (槇島 香織, Makishima Kaori)
Kanata Kurusu (来栖 彼方, Kurusu Kanata)
Shinya Sanada (真田 信也, Sanada Shinya)
Sayaka Kakei (筧 沙也加, Kakei Sayaka)
Akimi Sakurai (櫻井 秋美, Sakurai Akimi)

## Light novel
Le light novel Ore no imōto ga konna ni kawaii wake ga nai a été publié aux éditions ASCII Media Works sous le label Dengeki Bunko entre le 10 août 2008 et le 10 septembre 2021,,.

## Manga
Une adaptation en manga illustrée par Sakura Ikeda a été publiée dans les numéros de mars 2009 à mai 2011 du Dengeki G's Magazine des éditions ASCII Media Works. Quatre volumes tankōbon ont ensuite été édités sous le label Dengeki Comics entre le 27 octobre 2009 et le 27 avril 2011,.

## Anime

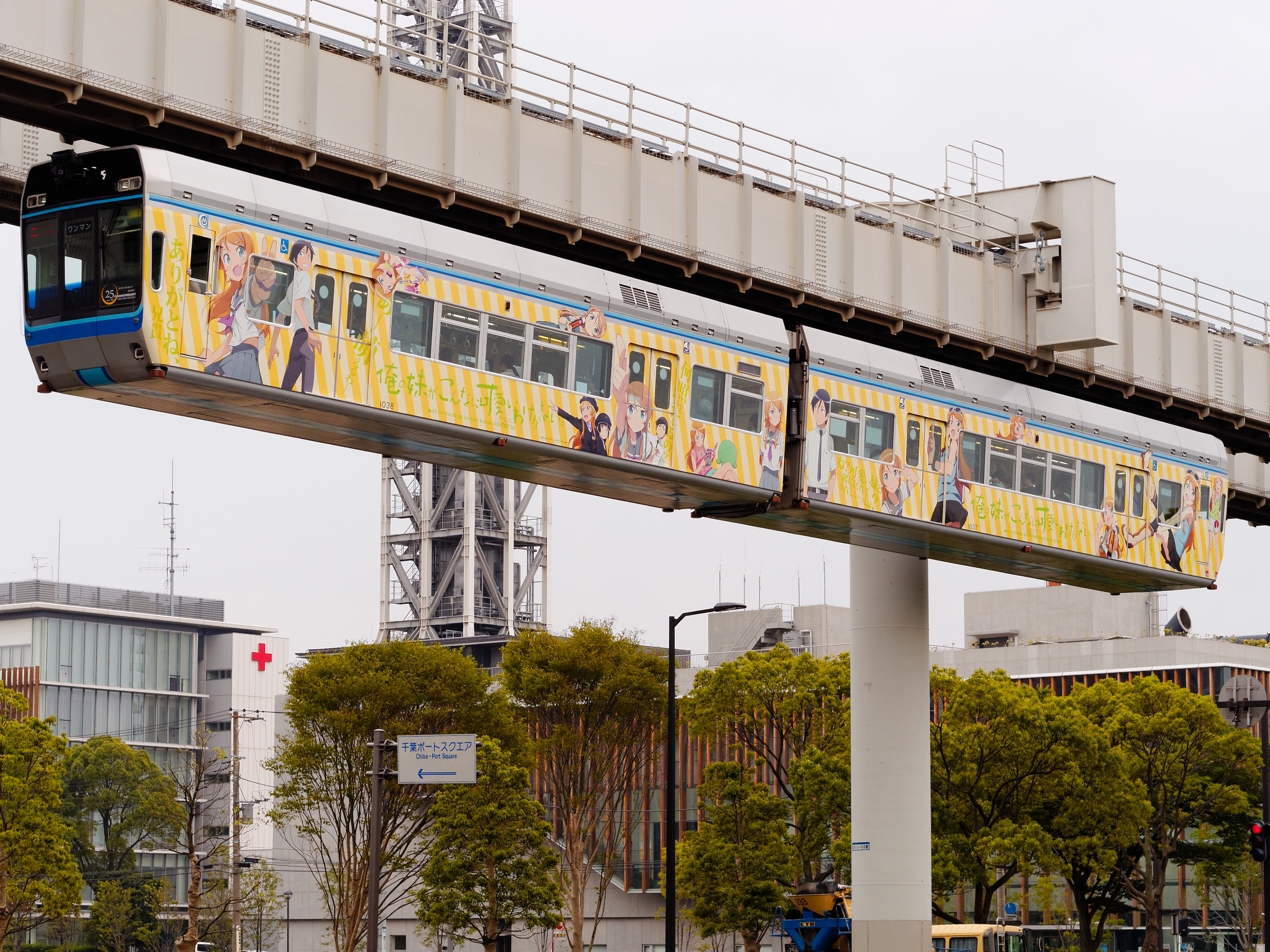
Monorail de Chiba décoré avec les personnages de la série.

Une adaptation de douze épisodes produite par les studios AIC Build et réalisée par Hiroyuki Kanbe a été diffusée au Japon entre le 3 octobre et le 19 décembre 2010 et ont été compilés en huit coffrets DVD et Blu-Ray chacun avec deux épisodes, entre le 22 décembre 2010 et le 27 juin 2011.
Une seconde saison de treize épisodes titrée Ore no imōto ga konna ni kawaii wake ga nai. (俺の妹がこんなに可愛いわけがない。, avec un point à la fin), produite cette fois par les studios A-1 Pictures, a été diffusée au Japon entre le 7 avril et le 30 juin 2013 et en simulcast dans les pays francophones sur Wakanim.
Trois autres épisodes qui concluent la série ont été diffusés exclusivement sur Internet dans tous les pays le 18 août 2013.